# Michaił Czupiłko
Michaił Kuprianowicz Czupiłko, ros. Михаил Куприянович Чупилко (ur. 2 sierpnia?/15 sierpnia 1913 w Horobijewce, zm. 24 lipca 1944 w okolicach Kuzawy) – radziecki robotnik i żołnierz, starszyna, z pochodzenia Ukrainiec, Bohater Związku Radzieckiego.

## Życiorys
Pochodził z rodziny chłopskiej z Ukrainy centralnej (obwód czerkaski). Ukończył siedem klas szkoły podstawowej. W wieku dwudziestu lat razem z rodzicami przeprowadził się do wsi Makarowo w obwodzie jarosławskim Rosyjskiej Federacyjnej SRR i tam był robotnikiem w sowchozie „Goruszka”. Następnie pracował jako sprzedawca, po czym przeniósł się na Krym i tam był zatrudniony w sowchozie „Bij-Sukowcze” jako traktorzysta i kombajnista.
Zmobilizowany do Armii Czerwonej w 1941, walczył od 1944 początkowo na 2 Froncie Ukraińskim, a następnie na 1 Froncie Białoruskim jako kierowca i mechanik działa samobieżnego. 24 czerwca 1944, jako starszyna 713 samobieżnego pułku artyleryjskiego 29 korpusu strzelców 48 armii 1 Frontu Białoruskiego brał udział w walkach o wsie Kołosy, Kołotowka, Pobołowo i Skaczki (rejon rohaczowski obwodu homelskiego Białoruskiej SRR) oraz w forsowaniu Dobośni. Miesiąc później zginął w bitwie w rejonie Kuzawy i stacji kolejowej Czeremcha; spłonął razem z całym obsługiwanym działem samobieżnym. Pośmiertnie otrzymał 23 sierpnia 1944 tytuł Bohatera Związku Radzieckiego za wykazane „męstwo, odwagę i heroizm”. W tym samym roku otrzymał również Order Lenina.
Czupiłko został pochowany na cmentarzu żołnierzy radzieckich w Milejczycach; w źródłach pojawia się także błędna informacja, jakoby jego nagrobek znajdował się w Berezie w obwodzie brzeskim Białorusi. Jego imię nadano szkołom w Horobijewce, gdzie się urodził, oraz w Makarowie, gdzie pracował w sowchozie. Jego nazwisko wymieniono również na pomniku bohaterów wojennych związanych z regionem w Kaniowie.